# Alfie Hewett
Alfie Hewett (Norwich, 6 december 1997) is een rolstoeltennisspeler uit het Verenigd Koninkrijk. Hij won negen grandslamtitels in het enkelspel en 21 in het dubbelspel.(juli 2024)
Op de Paralympische Zomerspelen 2016 won hij twee zilveren medailles, een in het enkel- en een in het dubbelspel samen met landgenoot Gordon Reid.
Aan het eind van het jaar 2017 won Hewett het officieus wereldkampioenschap, zowel in het enkelspel als (samen met Gordon Reid) ook in het dubbelspel.
In 2021 verwierf Hewett een grand slam in het dubbelspel samen met landgenoot Gordon Reid, door alle vier grandslamtoernooien in dat jaar te winnen. Aan het eind van het jaar won hij het officieus wereldkampioenschap, zowel in het enkelspel als (samen met Gordon Reid) ook in het dubbelspel.
In 2024 won Hewett samen met Reid de Paralympische titel in het dubbelspel. Net als in 2016 moest Hewett individueel genoegen nemen met de zilveren medaille.